# Тулпар (станция метро, Казань)
Тулпар — строящаяся четвёртая станция Второй линии Казанского метрополитена. Открытие запланировано на август 2027 года.

## Описание
Станция входит в первый пусковой участок второй линии Казанского метрополитена, который состоит из четырёх станций. По планам расположена вдоль проспекта Альберта Камалеева при его пересечении с проспектом Победы. К этому перекрёстку будут сделаны два выхода из восточного вестибюля станции. Из западного вестибюля станции будет сделан один выход к строящемуся жилому массиву.
Станция будет иметь оборотные тупики, как у конечных станций (Авиастроительная или Дубравная).

## История
Станция является первой на второй линии, по дате начала стройки. Первоначально вторую линию решили начать строить со станции на ул. Фучика у Дубравной, так как вся техника была уже на месте после окончания строительства Дубравной. Однако позже решили строить станцию Сахарова, так как на пустыре, где должна была находится станция, производился бы минимальный вынос коммуникаций, мешающих стройке.
Для начала строительства станции рядом с магазином ИКЕА фирма предложила 1 миллиард рублей.
Стоимость станции может составить 4-5 миллиардов рублей.

## Строительство
В апреле 2018 года начали геологоразведку, бурение скважин. В июне начаты земляные работы. «Казметрострой» планировал начать прокладку второй ветки метро летом 2018 года.
В декабре 2019 года на станции начался монтаж тоннелепроходческого комплекса.
26 января 2020 года велась разработка котлована и производился монтаж двух тоннелепроходческих комплексов, тогда же строительство станции осмотрел Рустам Минниханов.
В середине февраля 2020 года хотели начать проходку тоннелей до станции «100-летия ТАССР».
23 апреля 2020 года на станции в присутствии Рустама Минниханова состоялась церемония старта проходки тоннелей. В сторону соседней станции 100-летия ТАССР направился щит «Айсылу», ранее работавший на строительстве Центральной линии, а также Бутовской, Солнцевской и Некрасовской линий в Москве.
8 июля 2020 года Ростехнадзор потребовал приостановить строительство второй линии метро из-за отсутствия разрешения на строительство.
29 октября 2020 года от станции стартовал второй щит, первый с 23 апреля прошёл 1,1 км.
12 февраля 2022 года завершился опрос мэрии Казани по выбору названий новых станций метро, в результате станция «Улица Академика Сахарова» будет названа «Тулпар».